# Eugenio Tanzi

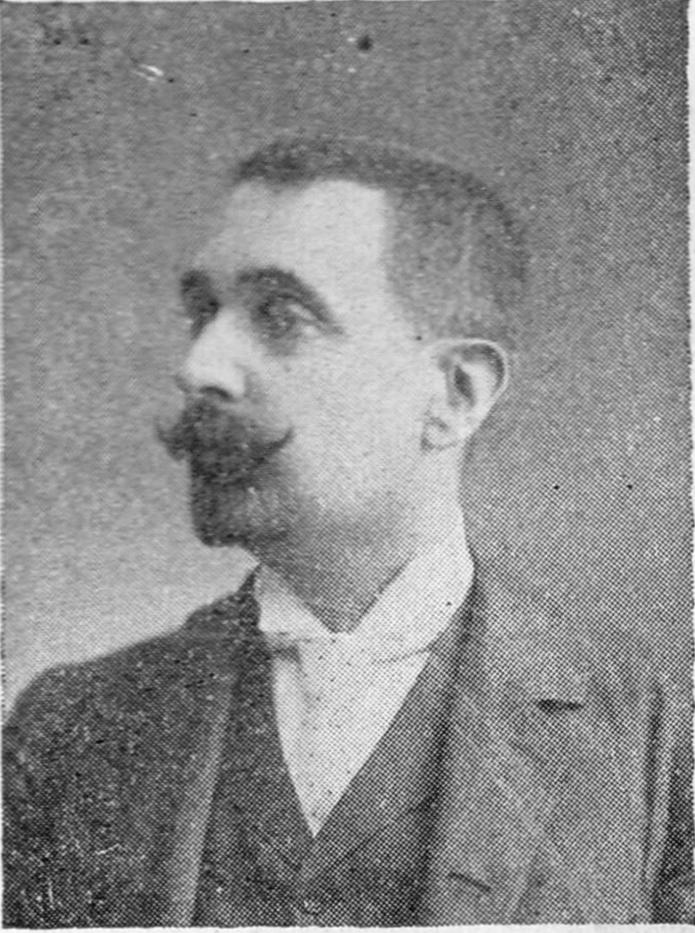
Eugenio Tanzi

Eugenio Tanzi (ur. 26 stycznia 1856 w Trieście, zm. 18 stycznia 1934 we Florencji) – włoski lekarz psychiatra, współzałożyciel czasopisma „Rivista di Patologia Nervosa e Mentale”, autor podręcznika psychiatrii.
Studiował medycynę na Uniwersytecie w Padwie i w Grazu. Następnie przeniósł się do Reggio Emilia i szpitala psychiatrycznego San Lazzaro, gdzie jego nauczycielem był Augusto Tamburini. W 1893 otrzymał katedrę psychiatrii w Cagliari, w 1895 zastąpił Tamburiniego na katedrze we Florencji.
W 1896 razem z Morsellim i Tamburinim założył czasopismo psychiatryczne „Rivista di Patologia Nervosa e Mentale”. W 1907 wybrany sekretarzem Società Italiana di Neurologia. W 1929 został członkiem honorowym Royal College of Psychiatrists.
Był krewnym pisarki Natalie Ginzburg, córki Giuseppe Leviego i Lidii Tanzi.

## Wybrane prace
- Sulle modificazione morfologiche funzionali dei dendriti delle cellule nervose. Rivista di Patologia Nervosa e Mentale 3, ss. 337–359, 1898
- I fatti e le induzioni dell’odierna istologia del sistema nervoso. Rivista Sperimentale di Freniatria e Medicina legale, 19: 419-472, 1893
- Tanzi, Lugaro. Trattato delle malattie mentali, Milano: Società Editrice libraria, 1905
- A text-book of mental diseases. London: Rebman Ltd, 		1909
- Psichiatria forense. Milano: Vallardi, 1911